# Kraamvloed
Kraamvloed, ook wel kraamzuivering of lochia genoemd, zijn de vaginale uitvloeisels in de kraamtijd, tot zes weken na de geboorte. Ze bevatten bloed, slijm en moederkoekresten.
In de loop van de tijd verandert de samenstelling:
- dag 3-5: Lochia rubra of rode uitvloei: bevat veel bloed
- tot dag 10: Lochia serosa of waterige uitvloei: bruin-roze exsudaat, erytrocyten, leukocyten en slijm
- tot 6 weken: Lochia alba of witte uitvloei:  bevat veel leukocyten, epitheel, cholesterol, vet en slijm

De normale geur is die van gewone menstruatievloei. Een andere geur wijst op een infectie en dient behandeld te worden.